# Höll (Röthenbach)
Höll  ist ein Gemeindeteil der Gemeinde Röthenbach (Allgäu) im bayerisch-schwäbischen Landkreis Lindau (Bodensee).

## Geographie
Die Einöde liegt circa drei Kilometer nördlich des Hauptorts Röthenbach und zählt zur Region Westallgäu. Nördlich der Ortschaft verläuft die Obere Argen, die hier die Gemeindegrenze zu Argenbühl in Baden-Württemberg bildet.

## Ortsname
Der Ortsnamen beschreibt den Flurnamen Hölle und deutet auf eine Schlucht, ein eingeschnittenes Tal, einen tiefen Hohlweg oder einen entlegenen Winkel hin. Somit bedeutet der Name vermutlich (Siedlung am) entlegenen Winkel.
Eine andere Theorie bezieht sich auf das altlateinische Wort Callis für dunkles Waldtal.

## Geschichte
An der heutigen Ortschaft soll sich eine altgermanische Feuerstätte befunden haben. Höll wurde erstmals urkundlich um das Jahr 1340 mit Swigerus in der Helle erwähnt. 1995 wurde ein Campingplatz errichtet. Im Jahr 1998 wurde das Anwesen „Schmalenberg 121“ von der Regierung von Schwaben zum Gemeindeteil Höll ernannt.